# Wrzesiny
Wrzesiny [pronunciación en polaco: /vʐɛˈɕinɨ/] es un pueblo ubicado en el distrito administrativo de Gmina Sędziejowice, dentro del condado de Łask, voivodato de Łódź, en el centro de Polonia. Se encuentra a unos 5 kilómetros al noroeste de Sędziejowice, a 10 kilómetros al oeste de Łask, y a 41 kilómetros al suroeste de la capital regional Łódź .